# Кутлубаева, Кадрия Искандаровна
Кадрия Искандаровна Кутлубаева (10 марта 1909, улица Габдуллы Тукая, 5-я полицейская часть, Казань, Казанский уезд, Казанская губерния, Российская империя — 11 февраля 1997, Уфа) — врач-хирург, военный врач 112-й Башкирской кавалерийской дивизии . Преподаватель Башкирского государственного медицинского института. Один из основателей санитарной авиации в Башкортостане. Участник Великой Отечественной войны. Заслуженный врач Башкирской АССР (1962), Отличник здравоохранения СССР (1954). Кавалер ордена Отечественной войны I степени (1943).

## Биография
Кадрия Искандаровна Кутлубаева родилась 11 марта 1909 года в Казани в семье башкира, потомственного дворянина, врача и общественного деятеля Искандара Мостафовича Кутлубаева (1875—1912) и студентки медицинского факультета Казанского университета Ракии Шайхаттаровны Кутлубаевой. Кадрия Искандаровна была в семье старшим ребёнком, кроме неё у Кутлубаевых была ещё одна дочь — Адиля (Адель Искандеровна, рож. 17 июня 1910 года, Казань)
Искандар Кутлубаев — сын потомственного дворянина Уфимской губернии (из нынешней деревни Камилево Бирского района) юриста Мустафы Вильдановича Кутлубаева. Один из сыновей Мустафы Кутлубаева — Муртаза (1873—1919) — был судебным следователем в Мензелинском уезде и в городе Белебее Уфимской губернии. Искандар Кутлубаев вел очень активную общественную деятельность, занимался изданием газеты «Тауыш» («Голос») в Казани на татарском языке. По неизвестной причине он ушел добровольно из жизни в 1910 году.
Ракия Шайхаттаровна была дочерью дворянина, отставного капитана Шайхаттара Губаева, получила высшее медицинское образование в Казанском университете (1912). Работала врачом в Казани, затем по приглашению свёкра Мустафы Кутлубаева переехала в Уфу (1913). Адиля и Кадрия выросли в Уфе. Ракия Кутлубаева работала в больницах Уфы, была основателем роддома № 1 Уфы.
В 1934 году Кадрия Искандаровна окончила медицинский факультет Казанского государственного университета и начала преподавать в открытом в 1932 году Башкирском государственном медицинском институте. В Уфу в 1930-е годы были сосланы многие деятели науки и культуры, с некоторыми из них довелось поработать К. И. Кутлубаевой (например, хирург Г. Г. Елисеев — один из представителей династии московских предпринимателей и др.).
В 1941—1946 годах проходила военную службу в качестве военного хирурга.
В марте 1943 года была направлена в 16-ю гвардейскую кавалерийскую дивизию (112-ю Башкирскую кавалерийскую дивизию) военврачом, была назначена командиром отделения сортировки и эвакуации отдельного медико-санитарного эскадрона. Вместе с воинами дивизии участвовала в освобождении Украины, Польши.
Осенью 1943 года 16-я гвардейская кавалерийская дивизия приняла участие в Черниговско-Припятской операции, за мужество и героизм, проявленные бойцами дивизии при освобождении города Чернигов, ей было присвоено почётное наименование «Черниговская».
6 октября 1943 года гвардии капитан медицинской службы (военврач 3-го ранга) Кадрия Искандаровна Кутлубаева за проявленные 19—20 сентября 1943 года личное мужество и героизм была награждена орденом Отечественной войны I степени.

Под неоднократными бомбежками авиацией противника в населенном пункте Березна 19 и 20 сентября 1943 года в районе сильных пожаров руководила медицинской группой в количестве 3-х человек и спасла жизни 72-м раненым рядовым и офицерам, из них до 80 % тяжело раненым. 72-м раненым оказала квалифицированную медицинскую помощь и эвакуировала их в военные госпиталя.

Все раненые были обеспечены питанием, кроме того, погреба, где были сосредоточены раненые, в результате повторных бомбежек охватывались пожарами, откуда тов. Кутлубаева со своей группой их дважды переносила в другие подвалы.— Из наградного листа военврача 3 ранга К. И. Кутлубаевой
В 1946 году К. И. Кутлубаева была демобилизована.
В 1946—1968 годах преподавала в Башкирском государственном медицинском институте. К. И. Кутлубаева была одним из первых первых врачей санитарной авиации в Башкортостане, служила борт-хирургом санитарной авиации.
Скончалась 11 февраля 1997 года в Уфе.

## Награды и почётные звания
- Орден Отечественной войны I степени (1943)[5]
- Отличник здравоохранения СССР (1954)
- Заслуженный врач Башкирской АССР (1962)
- Орден Отечественной войны II степени (1985)
- медали.